# Траберт, Тони
Марион Энтони (Тони) Траберт (англ. Marion Anthony 'Tony' Trabert; 16 августа 1930, Цинциннати — 3 февраля 2021) — американский теннисист, теннисный тренер и спортивный комментатор, первая ракетка мира среди любителей в 1953 и 1955 годах. 
За годы выступлений в ранге любителя Траберт завоевал десять титулов на турнирах Большого шлема в одиночном и мужском парном разряде, в том числе выиграв три из четырёх турниров Большого шлема в одиночном разряде в 1955 году. В дальнейшем Траберт дважды выигрывал профессиональный чемпионат Франции. Со сборной США Траберт также стал обладателем Кубка Дэвиса в 1954 году, а в 1976—1980 годах был её неиграющим капитаном, за это время дважды завоевав с ней Кубок Дэвиса. Член Международного зала теннисной славы с 1970 года, президент этой организации с 2001 по 2011 год.

## Игровая карьера
Тони Траберт родился и вырос в Цинциннати, где учился играть в теннис на грунтовых кортах местного публичного парка. Свои первые соревнования он выиграл в 11 лет. В это же время его начал тренировать известный парный игрок Билл Талберт. В старших классах средней школы Уолнат-Хиллс (Цинциннати) Тони трижды подряд выигрывал школьный чемпионат Огайо. В годы учёбы в университете Цинциннати Траберт был одним из лучших баскетболистов вуза, а в 1951 году выиграл студенческий чемпионат Северной Америки в одиночном разряде. В том же году он дважды за две недели обыграл действующего чемпиона США Арта Ларсена, в том числе в финале чемпионата США на грунтовых кортах. Это позволило капитану сборной США в Кубке Дэвиса Фрэнку Шилдсу, сравнивавшему Тони с легендарным Доном Баджем, уже тогда предрекать ему роль лидера мирового тенниса.
Однако именно в этот момент в карьере Траберта наступил вынужденный перерыв. В течение следующих полутора лет он нёс военную службу на борту авианосца в Коралловом море и не имел возможности тренироваться (получив, однако, зимой 1952 года месячный отпуск для выступлений за сборную США). Только в 1953 году, завершая службу на берегу в Сан-Диего, он снова вернулся к тренировкам. Вскоре он добился новых успехов, выиграв чемпионат США и дойдя до финала Кубка Дэвиса со сборной США, где его команда проиграла действующим обладателям Кубка — австралийцам во главе с Лью Хоудом. По итогам сезона Траберт занял в ежегодном рейтинге лучших теннисистов мира, составляемом обозревателями газеты Daily Telegraph, первое место.
На следующий год Траберт завоевал свой второй титул в турнирах Большого шлема в одиночном разряде, победив на чемпионате Франции. Но его главные успехи в этом году пришлись на мужской парный разряд, где Тони выиграл с Виком Сейксасом два из четырёх турниров Большого шлема и ещё в одном — Уимблдонском турнире — дошёл до финала. В конце сезона Траберт взял у Хоуда и австралийцев реванш в финале Кубка Дэвиса — единственный раз за восьмилетний период безраздельного господства команды Австралии в этом соревновании.
Ещё более удачным для Траберта стал 1955 год. За этот сезон он выиграл 18 из 23 турниров, в которых играл в одиночном разряде, в общей сложности одержав победы в 106 матчах из 113 — из них в 36 матчах подряд. На его счету за год были три выигранных турнира Большого шлема в одиночном разряде из четырёх, и только на чемпионате Австралии он уступил в полуфинале хозяину корта Кену Розуоллу. Помимо побед в одиночном разряде, ещё 12 титулов Траберт завоевал за сезон в паре с Виком Сейксасом, включая победы на чемпионатах Австралии и Франции. По итогам года он во второй раз был признан лучшим теннисистом мира среди любителей, а затем перешёл в профессионалы, тем самым закрыв себе путь на турниры Большого шлема. Всего за три года, с 1953-го по 1955-й, он завоевал на них девять титулов в одиночном и парном разрядах в дополнение к первому, полученному ещё в 1950 году в паре с Биллом Талбертом.
Ранний переход в профессионалы был связан с необходимостью кормить семью — к этому моменту у Траберта были жена и двое детей. Менеджер профессионального теннисного тура Джек Креймер предложил ему гонорар как минимум в 75 тысяч долларов (плюс доля в сборах) за участие в туре, где его соперником должен был стать опытный профессионал Панчо Гонсалес. В следующие 14 месяцев Гонсалес и Траберт провели 101 матч на пяти континентах, и суммарный гонорар Траберта составил за это время 125 тысяч долларов, несмотря на то, что Гонсалес одержал в туре убедительную победу со счётом 74-27. В эти и несколько следующих лет Траберт также достаточно успешно выступал в профессиональных теннисных турнирах, дважды выиграв профессиональный чемпионат Франции, а на двух других главных соревнованиях — чемпионате Уэмбли в Лондоне и профессиональном чемпионате США — по разу побывав в финале. Кроме того, он выиграл чемпионат США среди профессионалов в паре с Рексом Хартвигом в 1956 году.
Траберт зачехлил ракетку после восьми лет профессиональной игровой карьеры, заняв в 1963 году административную должность в лос-анджелесской компании Burlington Industries. Он, однако, ещё раз вернулся на корт в 1969 году, когда профессионалы были допущены к участию в чемпионате Франции, теперь называвшемуся Открытым. Траберт выступал в мужском парном разряде, но проиграл в первом же круге.
Уже на следующий год после своего последнего выхода на корт, в 1970 году, Тони Траберт стал членом Национального (позже Международного) зала теннисной славы. В 2000 году Международная федерация тенниса (ITF) назвала в его честь турнир ветеранов в возрасте 40 лет и старше. В 2014 году памятная доска с именем Тони Траберта появилась на «Корте чемпионов» теннисного стадиона во Флашинг-Медоус, где проводится Открытый чемпионат США.

### Стиль игры
Тони Траберт был универсальным игроком, одинаково успешно выступавшим на разных покрытиях. Он мог играть и в более результативной на быстрых кортах манере serve-and-volley, предполагавшую быстрый выход к сетке после подачи (за три своих чемпионства в Форест-Хиллз и на Уимблдоне он не отдал соперникам ни одного сета), и в отработанной на грунтовых кортах своего детства «перекачке» мяча с задней линии. Специалисты отмечали его косые удары, напоминавшие стиль Дона Баджа, и сильную игру закрытой ракеткой. Траберт, наряду с Артом Ларсеном, был одним из двух американцев, выигрывавших все четыре чемпионата США — на траве, грунте, хардовых и крытых кортах.

### Участие в финалах турниров Большого шлема
| Результат | Год  | Турнир                | Покрытие | Соперник в финале | Счёт в финале      |
| --------- | ---- | --------------------- | -------- | ----------------- | ------------------ |
| Победа    | 1953 | Чемпионат США         | Трава    | Вик Сейксас       | 6-3, 6-2, 6-3      |
| Победа    | 1954 | Чемпионат Франции     | Грунт    | Артур Ларсен      | 6-4, 7-5, 6-1      |
| Победа    | 1955 | Чемпионат Франции (2) | Грунт    | Свен Давидсон     | 2-6, 6-1, 6-4, 6-2 |
| Победа    | 1955 | Уимблдонский турнир   | Трава    | Курт Нильсен      | 6-3, 7-5, 6-1      |
| Победа    | 1955 | Чемпионат США (2)     | Трава    | Кен Розуолл       | 9-7, 6-3, 6-3      |

| Результат | Год  | Турнир                | Покрытие | Партнёр      | Соперники в финале                 | Счёт в финале           |
| --------- | ---- | --------------------- | -------- | ------------ | ---------------------------------- | ----------------------- |
| Победа    | 1950 | Чемпионат Франции     | Грунт    | Билл Талберт | Ярослав Дробный Эрик Стёрджесс     | 6-2, 1-6, 10-8, 6-2     |
| Победа    | 1954 | Чемпионат Франции (2) | Грунт    | Вик Сейксас  | Кен Розуолл Лью Хоуд               | 6-4, 6-2, 6-1           |
| Поражение | 1954 | Уимблдонский турнир   | Трава    | Вик Сейксас  | Мервин Роуз Рекс Хартвиг           | 4-6, 4-6, 6-3, 4-6      |
| Победа    | 1954 | Чемпионат США         | Трава    | Вик Сейксас  | Кен Розуолл Лью Хоуд               | 3-6, 6-4, 8-6, 6-3      |
| Победа    | 1955 | Чемпионат Австралии   | Трава    | Вик Сейксас  | Кен Розуолл Лью Хоуд               | 6-3, 6-2, 2-6, 3-6, 6-1 |
| Победа    | 1955 | Чемпионат Франции (3) | Грунт    | Вик Сейксас  | Никола Пьетранджели Орландо Сирола | 6-1, 4-6, 6-2, 6-4      |

### Участие в финалах турниров «профессионального Большого шлема»
| Результат | Год  | Турнир                | Покрытие | Соперник в финале | Счёт в финале           |
| --------- | ---- | --------------------- | -------- | ----------------- | ----------------------- |
| Победа    | 1956 | Чемпионат Франции     | Грунт    | Панчо Гонсалес    | 6-3, 4-6, 5-7, 8-6, 6-2 |
| Поражение | 1958 | Чемпионат Уэмбли      | Хард (i) | Фрэнк Седжмен     | 4-6, 3-6, 4-6           |
| Победа    | 1959 | Чемпионат Франции (2) | Грунт    | Фрэнк Седжмен     | 6-4, 6-4, 6-4           |
| Поражение | 1960 | Чемпионат США         | Хард (i) | Алекс Ольмедо     | 5-7, 4-6                |

## Дальнейшая карьера
Проработав несколько лет на административной должности, Траберт начал сотрудничество с компанией CBS в качестве ведущего репортажей с соревнований по теннису и гольфу. Он вёл трансляции с Открытого чемпионата США по теннису на CBS с 1972 по 2002 год, а также комментировал Уимблдонский турнир и Открытый чемпионат Франции. Траберт познакомился со своей будущей второй женой Вики, когда освещал в 1982 году крупный турнир по гольфу The Players Championship. После свадьбы Тони переехал в Понте-Ведра-Бич (Флорида), где жила Вики.
Параллельно Траберт работал теннисным тренером, с 1976 по 1980 год занимая пост капитана сборной США в Кубке Дэвиса. За это время он дважды — в 1978 и 1979 годах — приводил сборную к завоеванию главного мужского командного трофея в теннисе. Траберт также издал несколько книг, посвящённых теннису.
В 2001 году Тони Траберт был избран президентом Международного зала теннисной славы и занимал этот пост до 2011 года, когда его сменил Стэн Смит. В 2007 году Траберт стал почётным доктором университета Цинциннати.